# Joe Simon
Joseph «Joe» Simon (født 11. oktober 1913 i Rochester i New York i USA, død 14. december 2011) var en amerikansk tegneserieskaber og redaktør.
Han er mest kendt som den ene af skaberne af superhelten Captain America. Joe Simon indledte i slutningen af 1930'erne et usædvanlig frugtbart samarbejde med Jack Kirby. Sammen skabte (eller genskabte) de en række succesfulde tegneserier frem til midten af 1950'erne som Captain America, Boy Commandos, Newsboy Legion, Sandman, Boy's ranch, Young Romance, Black Magic, Headline Comics og Fighting American. I 1968 skabte holdet Simon serien Brother Power, the Geek for DC Comics og i 1973 kom Prez, en serie om USAs første teenage-præsident. Prez blev tegnet af Jerry Grandenetti.